# Provincia de Huancané
La provincia de Huancané (aimara: Wankani pronunciaciónⓘ [wan.ˈka.ni]) es una de las trece que conforman el departamento de Puno en el sur del Perú. Limita por el norte con la provincia de San Antonio de Putina; por el este con Bolivia; por el sur con la provincia de Moho, la provincia de Puno y el lago Titicaca, y por el oeste con la provincia de Azángaro y la provincia de San Román.

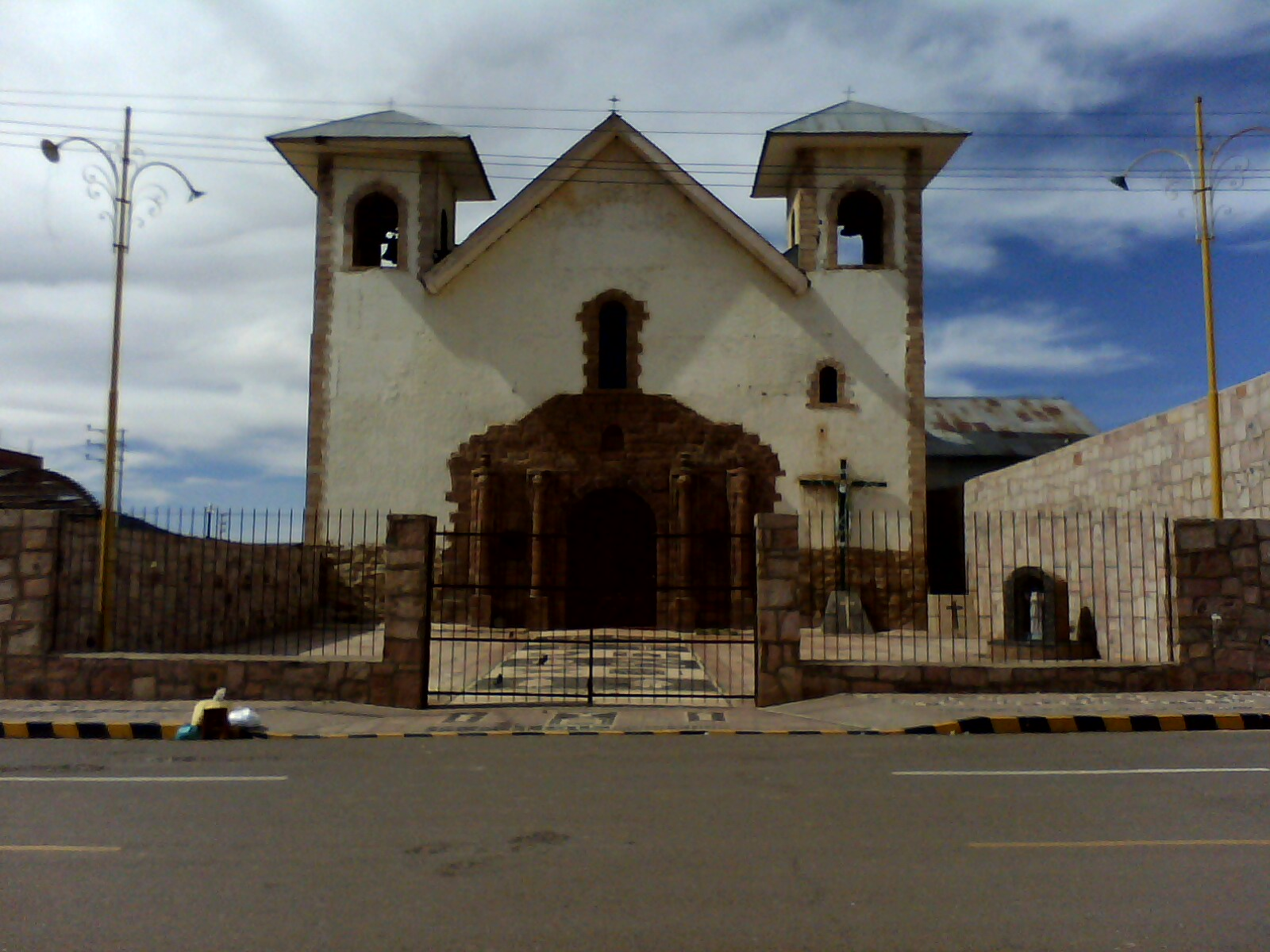
Iglesia de Santiago Apóstol en Huancané, la capital provincial

Desde el punto de vista jerárquico de la Iglesia católica, forma parte de la prelatura de Juli, sufragánea de la arquidiócesis de Arequipa.

## Historia
Creada el 19 de septiembre de 1827, Huancané es una de las provincias más antiguas del Perú y cuenta con una infinidad de hazañas, mitos, leyendas, etc.
El territorio de la provincia de Huancané, entre 1717 y 1785 formó parte del obispado de La Paz. Posteriormente, debido a la demarcación de 1782, pasó a formar parte de Puno y desde 1796 formó parte del virreinato del Perú.
Luego de la independencia, por decreto de 7 de agosto de 1825 dictado por Simón Bolívar, formó oficialmente parte de la República del Perú. Más tarde por decreto del 21 de junio de 1825 se creó el distrito de Huancané. El 19 de setiembre de 1827 Huancané fue declarada provincia. Años más tarde por decreto dictatorial del 2 de mayo de 1854 en el gobierno del se hizo la actual demarcación territorial con los límites de sus distritos.
Es conocida como Tierra Huamachuco, por haberse desarrollado en dicha área del lago Alejo la conocida cultura de los chiriguanos, que se extendió por la Amazonía. Esta cultura se desarrolló junto a las de los lupacas, tiahuanacos y uros, que también habitaron la región circundante al lago.
Aunque esta versión no está confirmada, ya que la población chiriguana se desarrolló entre el Chaco, de Bolivia y Paraguay, en los lugares conocidos como piedemonte, es decir, la ceja de selva sur-oriental, por lo tanto no está probado que esa comunidad salvaje de guaraníes unidos en matrimonio con los chané y arawack, hayan llegado siquiera a las márgenes más extremas del Altiplano, meseta geográfica donde está ubicada la provincia de Huancané, por ser una zona fría, y los chiriguanos eran de zonas cálidas y apenas usaban taparrabos. A lo más han llegado hasta Santa Cruz (de la frontera) o Tarija en Bolivia.
Decir entonces que allí se hayan desarrollado la cultura de los chiriguanos es una falacia, creada hacia los años cincuenta y sesenta del siglo xx, cuando aún no había estudios claros sobre quienes eran los chiriguanos, que convivían con las misiones católicas del oriente boliviano y poniente paraguayo en la época de la colonia, cuyo último grupo organizado fue desaparecido en el año 1892.
Los pobladores de esta provincia antiguamente también han sido conocidos por matacuras y walawalas. Uno de los indígenas sobresalientes, Mariano Pacco, fue precursor de la liberación de los mistis e hizo una rebelión.
Existen muchos grandes ilustres personajes de antaño y actuales, como Julio Mendoza Díaz, Felipe Sánchez Huanca, Saturnino Corimayhua, entre otros. Y, del periodo actual, estarían José Cuentas, el profesor Guillermo Aliaga, Manuel Aguilar y el doctor Arturo Álvarez Mendoza.

## Geografía
Abarca un área de 2805,85 km².

## División administrativa
Esta provincia se divide en ocho distritos:
1. Huancané
2. Pusi
3. Vilque Chico
4. Taraco
5. Huatasani
6. Inchupalla
7. Rosaspata
8. Cojata

## Población
Tiene una población de 57 651 habitantes según el censo nacional de 2017.

## Autoridades

### Regionales
- Consejero regional
  - 2019-2022:[3] Germán Alejo Apaza (Movimiento de Integración por el Desarrollo Regional, Mi Casita)
  - 2009-2010: Julián Condori Mamani, accesitario transitorio (Movimiento Moral y Desarrollo)

### Municipales
- 2015-2018[4]
  - Alcalde: Efraín Vilca Callata, Movimiento Proyecto de la Integración para la Cooperación (PICO).
  - Regidores: Hugo Mamani Rafael (PICO), Horacio Machaca Chambi (PICO), Carlos Alberto Vargas Mamani (PICO), Felipe Mamani Canaza (PICO), Pastor Eloy Espinoza Machaca (PICO), Ana Coasaca Apaza (PICO), Rogelio Daniel Zúñiga Cerdán (Democracia Directa), Pedro Pablo Mantilla Mamani (Moral y Desarrollo), Platòn Euler Luque Chuquija (Poder Andino).
- 2014[5]
  - Alcalde: Feliciano Pérez Machaca, del Movimiento Reforma Regional Andina Integración, Participación Económica y Social (RAICES).
  - Regidores: Gladis Nicolasa Quispe Cari (RAICES), Mélida Vilma Pampa Zamata (RAICES), Javier René Parisuaña Molleapaza (RAICES), Nancy Luque Quispe (RAICES), Efraín Félix Mamani Huanca (RAICES), Silvia Chambi Tula (RAICES), Rogelio Coaquira Condori (Gran Alianza Nacionalista - Popular - Poder Democrático Regional), Miguel Condori Condori (Movimiento Andino Socialista MAS), Omar Vilca Chambi (Movimiento Independiente Unión y Cambio).
- 2012-2013
  - Alcalde: Faustino Mamani Pilco, del Movimiento Reforma Regional Andina Integración, Participación Económica y Social (RAICES).
- 2011-2012
  - Alcalde: Hernán Ulises Bizarro Chipana, del Movimiento Reforma Regional Andina Integración, Participación Económica y Social (RAICES)
  - Regidores: Faustino Mamani Pilco (RAICES), Feliciano Pérez Machaca (RAICES), Gladis Nicolasa Quispe Cari (RAICES), Mélida Vilma Pampa Zamata (RAICES), Javier René Parisuaña Molleapaza (RAICES), Nancy Luque Quispe (RAICES), Rogelio Coaquira Condori (Gran Alianza Nacionalista - Popular - Poder Democrático Regional), Miguel Condori Condori (Movimiento Andino Socialista MAS), Julian Comdori Mamani, CPC Carlos Comdorena (Movimiento Independiente Unión y Cambio).
- 2007-2010
  - Alcalde: Álex Gómez Pacoricona.
- 2006
  - Alcalde: Julian Condori Mamani, natural de CPC Carlos Condorena. Fue un gobierno local corto pero indígena, con grandes logros hacia el sector agropecuario, educación y salud.

### Policiales
- Comisario: PNP

### Religiosas
- Prelatura de Juli[6]
  - Obispo prelado: Mons. José María Ortega Trinidad
- Parroquia Santiago Apóstol[7]
  - Párroco: Pbro. Percy Rojas Ballón
  - Vicario parroquial: Pbro. Holes Apaza Chambilla

## Festividades
- Mayo: Festividad de la Santísima Cruz de Mayo, se celebra del 1 al 5 de mayo, recientemente declarada Patrimonio Cultural de la Nación.
- Julio: Santiago Apóstol

- Noviembre 19